# (2578) Saint-Exupéry
(2578) Saint-Exupéry est un petit astéroïde de la ceinture principale.

## Description
(2578) Saint-Exupéry est un petit astéroïde de la ceinture principale, qui a été découvert par Tamara M. Smirnova le 2 novembre 1975.
Il est nommé d'après Antoine de Saint-Exupéry, aviateur et écrivain français également connu sous le nom de « Poète volant ». Ce choix a été expliqué par le fait que le personnage le plus connu de Saint-Exupéry est le Petit Prince, qui vit sur un astéroïde.
Dans ce livre, l'astéroïde du petit prince possède aussi un code unique : B612. Selon les conventions, la désignation provisoire de (2578) Saint-Exupéry était 1975 VW3, ce qui ne correspond pas à l’œuvre de l'écrivain. Néanmoins un autre astéroïde appelé (46610) Bésixdouze tient son nom de la planète du personnage. Il est nommé Bésixdouze, c'est-à-dire « B612 », ce qui correspond en hexadécimal à 46610 en décimal.